# Stanisław Koźmiński (dziennikarz)
Stanisław Koźmiński-Poraj (ur. 29 marca 1882 w Rożenku, zm. 25 października 1944) – polski dziennikarz radiowy, kapitan Wojska Polskiego w stanie spoczynku.

## Życiorys
Był synem Jana Koźmińskiego h. Poraj (zm. 1910) i Stefanii z Mianowskich (zm. 1936). Ukończył szkołę realną w Warszawie, a następnie studiował na Uniwersytecie Jagiellońskim. W 1915 zaciągnął się do Legionów Polskich, zaszeregowano go do 1 pułku ułanów. Za udział w walkach podczas I wojny światowej był wielokrotnie oznaczany. Po odzyskaniu przez Polskę niepodległości pozostał w służbie wojskowej do 1926 w stopniu kapitana w stanie spoczynku. W 1922 rozpoczął współpracę z redakcją Polski Zbrojnej, w 1926 przeszedł w stan spoczynku i otrzymał stanowisko redaktora naczelnego, które zajmował przez rok. Od 1927 był sekretarzem marszałka Józefa Piłsudskiego, był również szefem referatu prasowego w Ministerstwie Spraw Wojskowych. W 1928 został sekretarzem redakcji Głosu Prawdy i Gazety Polskiej. Od 1930 był redaktorem Działu Felietonów Aktualnych Polskiego Radia i zastępcą kierownika Wydziału Odczytowego, 1 września 1935 objął stanowisko zastępcy kierownika Wydziału Wiadomości Radiowych. Od 1932 codziennie prowadził na antenie felieton informacyjny „Na widnokręgu”, był uznawany za wybitnego znawcę spraw międzynarodowych i posiadacza wysokich kwalifikacji dziennikarskich. Podczas obrony Warszawy przez cały czas pracował w rozgłośni, aż do momentu jej wyłączenia. Przez cały czas okupacji był aktywnie zaangażowany w działania konspiracyjne, aresztowany przez Gestapo był więziony w piwnicach Sejmu. Po zwolnieniu z uwięzienia ukrywał się w okolicach Warszawy, gdzie zmarł 25 października 1944.
Stanisław Koźmiński miał dwóch braci: Jana Ksawerego - artystę malarza i Karola - pisarza. Dwukrotnie żonaty. Po raz drugi, po zmianie wyznania na ewangelicko-reformowane poślubił 13 listopada 1921 w kościele ewangelicko-reformowanym w Warszawie z Magdaleną Allix (ur. 1890).

## Ordery i odznaczenia
- Krzyż Niepodległości (20 lipca 1932)[3]
- Krzyż Walecznych (dwukrotnie)
- Medal Pamiątkowy za Wojnę 1918–1921
- Medal Dziesięciolecia Odzyskanej Niepodległości